# نسيج عضلي
أنسجة العضلات هي أنسجة رخوة تتكون من أنواع مختلفة من العضلات في معظم الحيوانات، وتمنح العضلات القدرة على الانقباض. يشار إليها أيضًا باسم النسيج العضلي النابض. يتكون النسيج العضلي أثناء التطور الجنيني، في عملية تعرف باسم تكوين العضل. تحتوي أنسجة العضلات على بروتينات مقلصة خاصة تسمى الأكتين والميوسين والتي تنقبض وتسترخي لتسبب الحركة. من بين العديد من بروتينات العضلات الأخرى الموجودة يوجد نوعان من البروتينات التنظيمية، وهما تروبونين وتروبوميوسين.
تختلف أنسجة العضلات باختلاف الوظيفة والموقع في الجسم. في الثدييات الأنواع الثلاثة هي: الهيكل العظمي أو الأنسجة العضلية المخططة، والعضلات الملساء (غير المخططة)، وعضلة القلب. تتكون أنسجة العضلات والهيكل العظمي من خلايا عضلية مستطيلة تسمى الألياف العضلية، وهي مسؤولة عن حركات الجسم. تشمل الأنسجة الأخرى في العضلات الهيكلية الأوتار والغشاء حول العضلي. تنقبض العضلة الملساء والقلبية بشكل لا إرادي دون تدخل الوعي. يمكن تنشيط هذه الأنواع من العضلات من خلال تحفيز الجهاز العصبي المركزي وعن طريق تلقي التعصيب من الضفيرة المحيطية أو تنشيط الغدد الصماء (الهرمونات). تتقلص العضلات المخططة أو الهيكلية طواعية فقط، بناءً على تأثير الجهاز العصبي المركزي. المنعكسات هي شكل من أشكال التنشيط غير الواعي لعضلات الهيكل العظمي، ولكنها مع ذلك تنشأ من خلال تنشيط الجهاز العصبي المركزي.
تختلف أنواع العضلات المختلفة في استجابتها للناقلات العصبية والهرمونات مثل الأسيتيل كولين والنورادرينالين والأدرينالين وأكسيد النيتريك اعتمادًا على نوع العضلات والموقع الدقيق للعضلة.
يمكن أيضًا تصنيف الأنسجة العضلية بشكل آخر اعتمادًا على أشياء أخرى من بينها محتوى الميوغلوبين والمتقدرات وإنزيم الميوسين أتباز، وغيرها.

## البنية
يوجد ثلاثة أنواع من الأنسجة العضلية في الفقاريات: الهيكلية والقلبية والملساء. عضلات الهيكل العظمي والقلب هي أنواع من الأنسجة العضلية المخططة. العضلات الملساء غير مخططة.
النسيج العضلي الهيكلي عبارة عن نسيج عضلي ممدود ومخطط يتراوح طوله من عدة مليمترات إلى حوالي 10 سم وعرضه من 10 إلى 100 ميكرومتر. تترتب الأنسجة العضلية الهيكلية المخططة في حزم منتظمة ومتوازية من اللييفات العضلية تحتوي على العديد من الوحدات الانقباضية، والتي تعطي النسيج مظهره المخطط (المخطط). عضلات الهيكل العظمي، هي عضلة إرادية تُثبَّت بواسطة الأوتار أو أحيانًا عن طريق التصاقها بالعظام، وتُستخدم للتأثير على حركة الهيكل العظمي مثل الحركة والحفاظ على الوضع. يُعتبر الحفاظ على التحكم في الوضع بشكل عام على أنه رد فعل لا إرادي، ولكن يمكن للعضلات المسؤولة أيضًا أن تتفاعل مع التحكم الواعي. يبلغ متوسط كتلة الرجل البالغ حوالي 42% من العضلات الهيكلية كنسبة مئوية من كتلة الجسم، بينما النسبة عند المرأة البالغة هي 36%.
يوجد نسيج عضلة القلب فقط في القلب، ويتحكم فيه الجهاز العصبي اللاإرادي. تكون أنسجة عضلة القلب مخططة مثل العضلات الهيكلية، وتحتوي على وحدات مقلصة تسمى القسيمات اللحمية في ترتيبات منتظمة للغاية من الحزم. بينما تترتب عضلات الهيكل العظمي في حزم منتظمة ومتوازية. ترتبط عضلة القلب عند الزوايا المتفرعة وغير المنتظمة المعروفة باسم الأقراص المقحمة.
الأنسجة العضلية الملساء غير مخططة ولا إرادية. توجد العضلات الملساء داخل جدران الأعضاء والتركيبات مثل المريء والمعدة والأمعاء والشعب الهوائية والرحم والإحليل والمثانة والأوعية الدموية والعضلة المقفة للشعرة في الجلد التي تتحكم في انتصاب شعر الجسم.

## الوظيفة
الوظيفة الأساسية للأنسجة العضلية هي الانقباض. تتميز الأنواع الثلاثة من الأنسجة العضلية (الهيكلية والقلبية والملساء) باختلافات كبيرة. ومع ذلك، تستخدم الأنواع الثلاثة حركة الأكتين والميوسين لإحداث الانكماش.

### عضلات الهيكل العظمي
يتحفز الانقباض في العضلات الهيكلية عن طريق النبضات الكهربائية التي تنقلها الأعصاب الحركية. تتحفز انقباضات القلب والعضلات الملساء بواسطة خلايا جهاز تنظيم ضربات القلب الداخلية التي تنقبض بانتظام وتنتشر الانقباضات إلى خلايا العضلات الأخرى التي تتلامس معها. تحدث عملية انقباض جميع العضلات الهيكلية والعديد من تقلصات العضلات الملساء بواسطة الناقل العصبي أستيل كولين.

### العضلات الملساء
توجد العضلات الملساء في جميع أنظمة الأعضاء تقريبًا مثل الأعضاء المجوفة بما في ذلك المعدة والمثانة، والهياكل الأنبوبية مثل الدم والأوعية الليمفاوية والقنوات الصفراوية وفي المصرات مثل الرحم والعين. بالإضافة إلى ذلك، تلعب دورًا مهمًا في قنوات الغدد خارجية الإفراز. تؤدي العضلات الملساء وظائف مختلفة مثل إغلاق الفتحات (مثل البواب، الرحم) أو نقل الكيموس من خلال الانقباضات الموجية للأنبوب المعوي. تتقلص خلايا العضلات الملساء بشكل أبطأ من خلايا العضلات الهيكلية، لكنها أقوى وأكثر ثباتًا وتتطلب طاقة أقل. العضلات الملساء هي أيضًا لا إرادية، على عكس العضلات الهيكلية.

### عضلة القلب
عضلة القلب هي عضلة ذاتية الانقباض، ومنظمة بشكل مستقل ويجب أن تستمر في الانقباض بطريقة إيقاعية طوال حياة الكائن الحي. ولذلك تمتلك ميزات خاصة.

## الأنواع
هناك ثلاثة أنواع رئيسية للنسيج العضلي:
- العضلة الهيكلية أو «العضلة الإرادية» والتي يثبتها الوتر(أو السفق عند مناطق قليلة) بالعظم وتستخدم للتأثير على حركة الهيكل العظمي مثل حركة وفي الحفاظ على وضعية الجسد. وعلى الرغم من أن التحكم في وضعية الجسد عادةً ما يتم الحفاظ عليها بفعل منعكس لا إرادي، فإن العضلات المسئولة تتفاعل مع التحكم الإرادي كما هي العضلات غير الوضعية. فيتكون متوسط الذكر البالغ من 42% من العضلات الهيكلية والأنثى من 36% (كنسبة مئوية من كتلة الجسد).[4] وللعضلة الهيكلية أيضاً خطوط بخلاف العضلة الملساء.
- توجد العضلة الملساء أو «العضلة اللاإرادية» بداخل جدران الأعضاء وبنيتها مثل المريء، المعدة، الأمعاء، الشُعب، الرحم، إحليل، مثانة، الأوعية الدموية، وعضلة المقفة في الجلد (والتي تتحكم في وقوف شعر الجسد-القشعريرة). وبخلاف العضلة الهيكلية، فإن العضلة الملساء لا تخضع للتحكم الإرادي.

و
في فقاريات، هناك نسيج عضلي ثالث معروف:
- عضلة القلب وهي أيضاً «عضلة لاإرادية» ولكنها أكثر قربًا في بنيتها إلى العضلة الهيكلية، ولا توجد سوى في القلب.

وتعد كلاً من الخلايا العضلية الهيكلية والقلبية خلايا مخططة بحيث تتكون من ساركومير كما إنها مكتظة بترتيبات شديدة الانتظام من الحزم؛ بينما لا يتوافر ذلك في العضلة الملساء. وعلى الرغم من أن العضلات الهيكلية مرتبة على هيئة حزم منتظمة ومتوازية، فإن عضلة القلب تتصل عند زوايا متفرعة وغير منتظمة (يُطلق عليها القرص المقحم). تنقبض العضلات المخططة وترتاح، في رشقات نارية شديدة وقصيرة، في حين أن العضلات الملساء تديم الانكماش بشكل أطول أو شبه دائم.

### المقارنة بين الأنواع
|                        | العضلة الملساء                  | عضلة القلب                        | العضلة الهيكلية                    |
| علم التشريح            |                                 |                                   |                                    |
| موصل عصبي عضلي         | لا يوجد                         | لا يوجد                           | يوجد                               |
| الألياف                | المغزلي، قصير (<0,4 mm)         | متفرعة                            | إسطوانية، طويلة (<15 سم)           |
| ميتوكندريون            | قليلة جدا                       | كثيرة جدا                         | من كثيرة إلى قليلة جدا (حسب النوع) |
| نواة                   | 1                               | 1                                 | قليل جدا                           |
| ساركوميرات             | لا يوجد                         | يوجد، أقصى طول 2,6 µm             | يوجد، أقصى طول 3,7 µm              |
| بروتوبلازم متعدد النوى | لا يوجد (خلايا مستقلة)          | لا يوجد (لكن وظيفيا بالتحديد)     | يوجد                               |
| شبكة إندوبلازمية       | قليلة الوجود                    | متوسطة الوجود                     | عالية الوجود                       |
| الطاقة                 | قليلة                           | متوسطة                            | وفيرة                              |
| فسيولوجيا              |                                 |                                   |                                    |
| التنظيم الذاتي         | حركة تلقائية (بطيئة)            | نعم (سريعة)                       | لا يوجد (يتطلب تحفيز عصبي)         |
| الاستجابة لمثير        | لا يستجيب                       | "الكل أو لا شيء"                  | "الكل أو لا شيء"                   |
| جهد الفعل              | نعم                             | لا يوجد                           | نعم                                |
| Arbeitsbereich         | Kraft/Längen-Kurve ist variabel | im Anstieg der Kraft/Längen-Kurve | am Maximum der Kraft/Längen-Kurve  |
| الاستجابة لمثير        |                                 |                                   |                                    |

## العضلة الهيكلية
- النوع II، عضلة سريعة الارتعاش، لها ثلاثة أنواع رئيسية والتي تلعب دورًا من أجل زيادة سرعة الانقباض:[5]
  - النوع IIa، مثل العضلة البطيئة، هو تنفسي، وغني بالميتوكُندريات (المتقدرات) والشعيرات الدموية وتظهر حمراء اللون.
  - النوع IIx (والمعروف أيضاً بالنوع IId)، والذي تقل فيه الكثافة من حيث الميتوكُندريات والمايوجلوبين. ويعد هذا النوع هو الأسرع عند البشر. فيمكنه الانقباض بصورة أسرع وبقوة أكبر من العضلة المؤكسَدَة، لكن لا يتحمل سوى لفترة قصيرة، لاهوائي فيصبح الانطلاق في القيام بالأنشطة مؤلماً (وفي الغالب يعزى ذلك إلى تكوين حمض لاكتيك). ملاحظة في بعض الكتب والمقالات تُسمى هذه العضلة في الإنسان، وبصورة تثير الارتباك، النوع IIB.[6]
  - النوع IIb، وهو نوع لاهوائي تحليل سكري، عضلة «بيضاء» والتي تقل فيها الكثافة من حيث الميتوكُندريات والمايوجلوبين. ففي الحيوانات الصغيرة كالقوارض يعد هذا النوع من العضلات هو الأسرع، مفسرًا بذلك لون جسدها الشاحب.